# نرم‌افزار پایانه فروش
سیستم POS یا همان نرم‌افزار پایانه فروش، سیستمی جهت فروش کالاهای متفاوت بر بستر گوشی های هوشمند و وب میباشد. توسعه دهندگان تجربه خود را در هر دو مورد طراحی نرم‌افزار و فروش جهت سیستمی در ابعاد کوچک تا بزرگ به کار بسته اند. این سیستم به پروسه پرداخت، مدیریت موجودی و کارکنان ،گزارش گیری و برنامه های اعتبارسنجی مشتریان می پردازد.

## ویژگی ها
- قابل استفاده برای سایتهای فروشگاهی
- استفاده درشبکه های اجتماعی
- پشتیبانی از ایمیل مارکتینگ
- DATA CAPTURING
- STATE-OF-THE-ART TECHNOLOGY
- گزارش گیری و آنالیز
- ردیابی موجودی و مدیریت
- شناخت مشتریان
- ردیابی کارکنان و مدیریت
- سیستم حسابداری
- DATA SAFE AND SECURE
- NOTIFICATIONS TO REDUCE RISK
- سرویس مشتریان